# Echinolampas alexandri
Echinolampas alexandri is een zee-egel uit de familie Echinolampadidae.
De wetenschappelijke naam van de soort werd in 1876 gepubliceerd door Perceval de Loriol.